# Resultados do Carnaval de São Paulo em 1972
Esta página contém os resultados do Carnaval de São Paulo em 1972.

## Escolas de samba

### Grupo 1
Classificação
| Legenda: Promovida Desclassificada |

| Col. | Escola                | Enredo                                           | Pontos |
| ---- | --------------------- | ------------------------------------------------ | ------ |
| 1    | Mocidade Alegre       | São Paulo, Trabalho, Seresta e Samba             | 106,0  |
| 2    | Vai-Vai               | Passeando Pelo Brasil o Samba Mostra o que é Seu | 105,0  |
| 3    | Camisa Verde e Branco | Literatura de Cordel                             | 95,0   |
| 4    | Nenê de Vila Matilde  | Olhai o Progresso de São Paulo                   | 91,0   |
| 5    | Unidos de Vila Maria  | São Paulo de Ontem, São Paulo de Hoje            | 79,0   |
| 6    | Unidos do Peruche     | Chamada aos Heróis da Independência              | 78,0   |
| 7    | Acadêmicos do Tatuapé | Festas Tradicionais do Brasil                    | 76,0   |
| 8    | Fio de Ouro           | São Paulo, Chapadão de Glória                    | 73,0   |
| 9    | Império do Cambuci    | Diamantina de um Brasil Distante                 | 64,0   |
| --   | Morro da Casa Verde   | O Brasil Recebe o Mundo de Braços Abertos        | 31,0   |

### Grupo 2
Classificação
| Legenda: Promovida |

| Col. | Escola                           | Enredo                                             | Pontos |
| ---- | -------------------------------- | -------------------------------------------------- | ------ |
| 1    | Imperador do Ipiranga            | Brincando na Passarela                             | 90,0   |
| 2    | Lavapés                          | Independência do Brasil                            | 82,0   |
| 3    | Cabeções de Vila Prudente        | Brasil Independente                                | 72,0   |
| 3    | Garotos da Chácara Santo Antônio | Integração Nacional - O Amor de Castro Alves       |        |
| 4    | Acadêmicos do Ipiranga           | Zumbi dos Palmares                                 |        |
| 5    | Primeira de Santo Estevão        | Maria Quitéria - O Rio Faz a Festa Para um Soldado |        |
| 6    | Príncipe Negro                   | Cem Anos de Poesia                                 |        |

### Grupo 3
Classificação
| Legenda: Promovida Desclassificada |

| Col. | Escola                      | Enredo                                   | Pontos |
| ---- | --------------------------- | ---------------------------------------- | ------ |
| 1    | Acadêmicos do Peruche       | Duas Páginas de Glória                   | 66,0   |
| 2    | Flor de Maio                | Uma Pequena Homenagem a um Grande Estado | 66,0   |
| 3    | Campos Elíseos              | Ataulfo Alves                            | 58,0   |
| 4    | Nenê de Vila Ede            | Memórias de Um Sargento de Milícias      | 51,0   |
| 5    | Rosas de Ouro               | Brasil de Ontem, Brasil de Hoje          | 46,0   |
| 6    | Estrela Brilhante           | Combate da Venda Grande                  | 41,0   |
| 7    | Unidos do Bom Retiro        | Paraíso de Esplendor                     | 30,0   |
| 8    | Brasil da Cachoeirinha      | Paulicéia Colonial                       | --     |
| 9    | Falcão do Morro Itaquerense | Brasil, Terra de Reis                    | --     |
| 10   | Folha Azul dos Marujos      |                                          | --     |